# Eryngium paraguariense
Eryngium paraguariense är en flockblommig växtart som beskrevs av Ignatz Urban. Eryngium paraguariense ingår i släktet martornar, och familjen flockblommiga växter. Inga underarter finns listade i Catalogue of Life.